# Лягин, Виктор Александрович
Ви́ктор Алекса́ндрович Ля́гин (псевдоним — Ко́рнев; 31 декабря 1908, ст. Сельцо — 17 июля 1943, Николаев) — советский разведчик, капитан, Герой Советского Союза (посмертно).

## Биография
Родился в семье железнодорожника на станции Сельцо Госамской волости Брянского уезда, Орловской губернии (ныне одноимённый город в Брянской области), где проживал до 1923 года. После окончания в 1934 году Ленинградского политехнического института и получения специальности инженера-механика работал инженером на Ленинградском станкостроительном заводе.
В 1938 году был направлен на работу в Управление НКВД по Ленинградской области, а затем переведён в Москву для прохождения службы в центральном аппарате НКВД. С июля 1939 года по июнь 1941 года находился в служебной командировке в США.
Возвратившись в Москву, Лягин с группой сотрудников разведки направлен в город Николаев для организации разведывательно-диверсионной работы против немецких оккупантов, возглавил там деятельность подпольной антифашистской группы «Николаевский подпольный центр». Группа Лягина осуществила ряд крупных диверсий, причинивших немецким оккупантам большой ущерб в живой силе и технике (уничтожила аэродром, нефтебазу, склады, оборудование заводов, морские суда), добывала и передавала в Центр ценную разведывательную информацию о противнике.
В марте 1943 года был схвачен при выполнении задания. На допросах под пытками не выдал участников группы. 17 июля 1943 года Лягин был расстрелян.
За образцовое выполнение специальных заданий в тылу противника и проявленные при этом отвагу и геройство Виктору Александровичу Лягину 5 ноября 1944 года посмертно присвоено звание Героя Советского Союза.

## Память

Памятник В. А. Лягину в Николаеве

В городе Николаеве в честь Лягина названа одна из центральных улиц города, николаевская областная библиотека для детей и общеобразовательная школа № 22. На улице его имени установлен памятник.
В городе Сельцо имя В. А. Лягина носит бывшая Вокзальная улица, на которой родился и жил будущий Герой, а также его имя носит Сельцовская средняя школа № 1.
В городе Санкт-Петербурге на доме № 7 по улице Пестеля, где жил Лягин, а также на доме № 15 в Красногвардейском переулке, где он работал, открыты мемориальные доски. На Большеохтинском кладбище, при захоронении жены и дочери, устроена надпись-кенотаф Герою Советского Союза В. А. Лягину. Сквер на углу Политехнической улицы и улицы Хлопина назван в его честь.

## Адреса в Ленинграде
- 1929—1939 — улица Пестеля, 7.

Мемориальная доска в Санкт-Петербурге. Пестеля, 7

- 1936—1938 — Красногвардейский переулок, 15.